# Únehle
Únehle (en allemand : Unola, précédemment : Unolla) est une commune du district de Tachov, dans la région de Plzeň, en République tchèque. Sa population s'élevait à 137 habitants en 2022.

## Géographie
Únehle se trouve à 5 km au nord de Stříbro, à 28 km à l'est de Tachov, à 27 km à l'ouest-nord-ouest de Plzeň et à 107 km à l'ouest-sud-ouest de Prague.
La commune est limitée par Kšice à l'ouest et au nord-ouest, par Erpužice au nord-est et à l'est, et par Stříbro au sud.

## Histoire
La première mention écrite de la localité date de 1115.

## Galerie

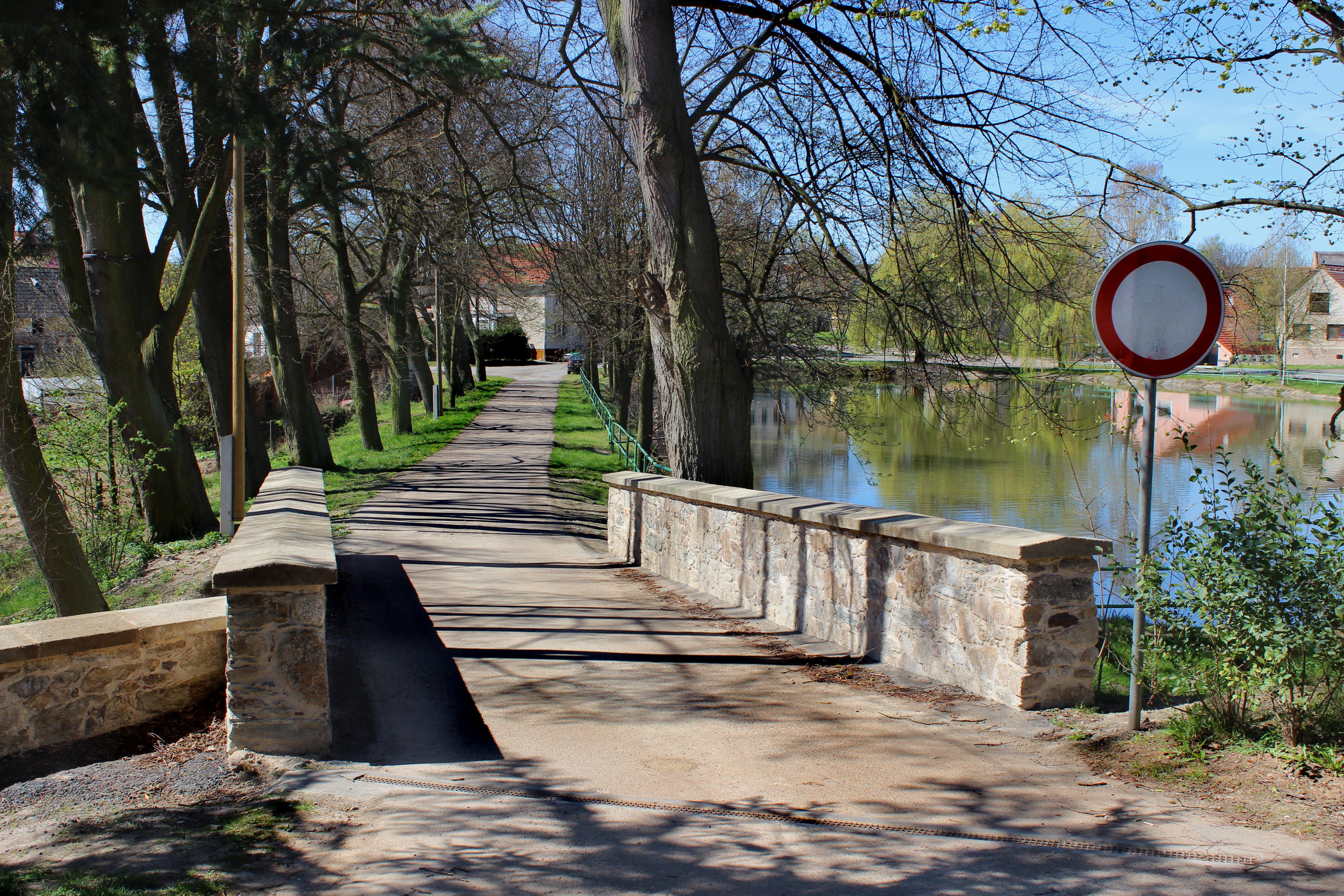
Únehle : pont en pierre.
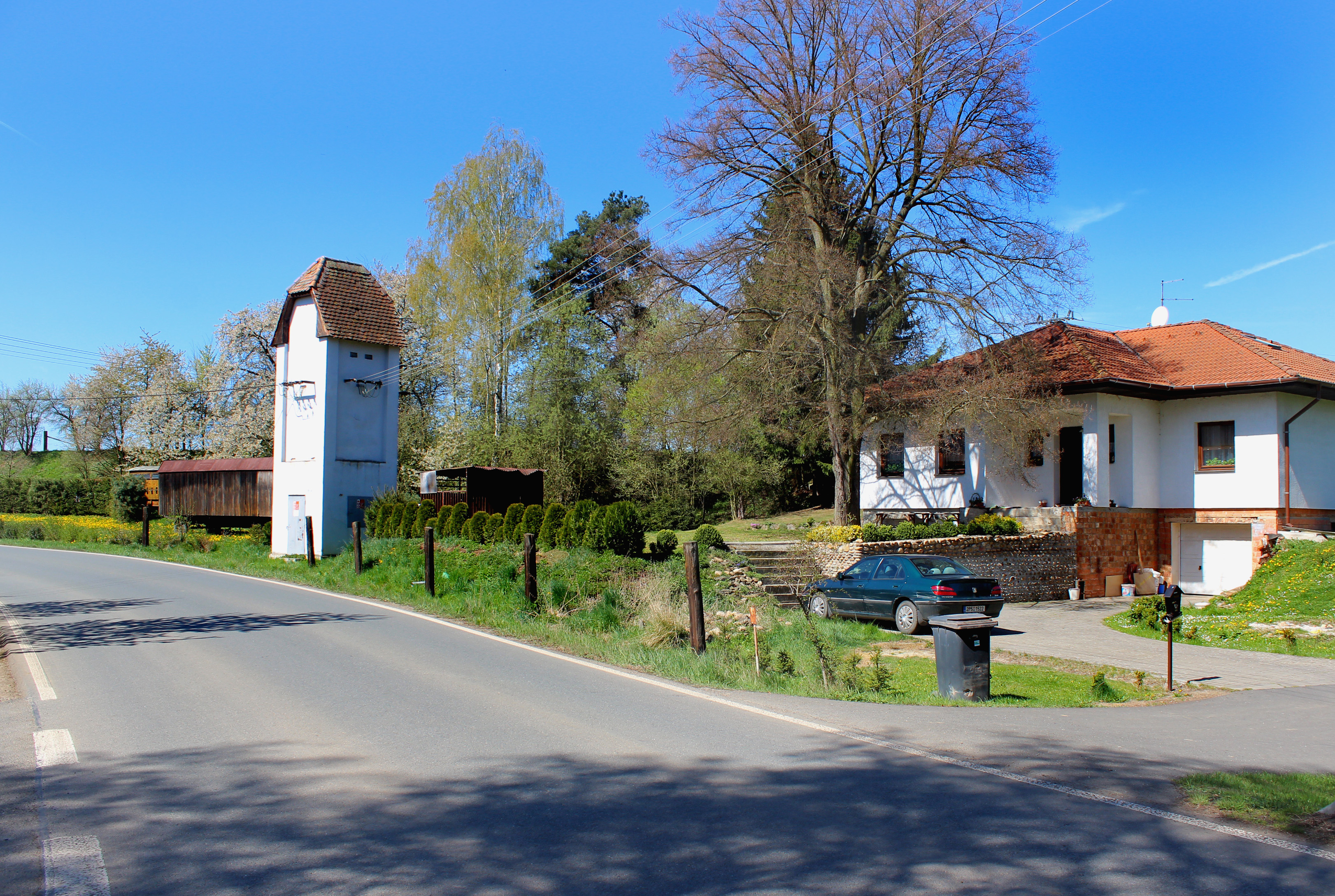
Únehle : partie nord.

## Transports
Par la route, Únehle se trouve à 6 km de Stříbro, à 36 km de Tachov, à 39 km de Plzeň et à 138 km de Prague.